# HBD
HBD 또는 헤모글로빈 서브유닛 델타(Hemoglobin subunit delta)는 사람에서 HBD 유전자에 의해 암호화되는 단백질이다.

## 기능
델타(HBD) 및 베타(HBB) 유전자는 일반적으로 성인에서 발현된다. 두 개의 알파 사슬과 두 개의 베타 사슬이 HbA를 구성하며, 이는 정상적인 성인의 경우 전체 헤모글로빈의 약 97%를 구성한다. 두 개의 알파 사슬과 두 개의 델타 사슬이 HbA2를 구성하며, HbF와 함께 성인 헤모글로빈의 나머지 3%를 구성한다. 5개의 베타 유사 글로빈 유전자는 5' - 엡실론 - 감마-G - 감마-A - 델타 - 베타 - 3' 순서로 염색체 11의 45kb 클러스터 내에서 발견된다.

## 임상적 중요성
델타-글로빈 유전자의 돌연변이는 델타-지중해빈혈과 연관되어 있다.

## 같이 보기
- 헤모글로빈
- 지중해빈혈